# Bernard Guirkinger
Bernard Guirkinger, né le 21 avril 1952 à Oudrenne (Moselle) est ingénieur, administrateur et dirigeant de sociétés (ex-PDG de Lyonnaise des Eaux et directeur général adjoint de Suez Environnement). De 2010 à 2015, il a été membre du Conseil économique, social et environnemental. Il a été vice-président de l’Institut Pasteur de 2008 à 2016. Il est délégué régional Grand Est du Groupe SOS depuis 2013.

## Formation
Bernard Guirkinger est ancien élève de l'Ecole Centrale de Paris (Promotion 1975).

## Carrière
De 1975 à 1977, il a été coopérant technique en Algérie, à Guelma, dans une entreprise locale de Bâtiment et Travaux Publics. Bernard Guirkinger a entamé ensuite une carrière au sein du groupe Suez, essentiellement dans les métiers de l'eau, en France et à l'international.
En 1980, il dirige la Sogest, filiale alsacienne du groupe , en 1991, il est nommé directeur régional des exploitations sud de Paris .
Pendant deux ans à partir de 1995 il est basé à Berlin en qualité de directeur Allemagne et Europe Centrale. De 1996 à 2009, il est successivement Directeur général puis Président Directeur général de Lyonnaise des Eaux en France .
Il est directeur général adjoint du groupe Suez Environnement (15 milliards de CA et 80 000 salariés) de 2004 à 2013 chargé des métiers de l’eau, de la recherche et de l’innovation, de la RSE et des relations institutionnelles.
Il a été Président de la FP2E (Fédération Professionnelle des Entreprises de l’Eau) de 2003 à 2008 .
Il est membre du conseil de surveillance et président du comité d'audit de la Compagnie nationale du Rhône. Il est administrateur de Lydec au Maroc et du fonds Suez Environnement Initiatives . Il est également membre du Board du Conseil mondial de l’Eau.
Depuis septembre 2013, Bernard Guirkinger est  Délégué régional Grand Est du Groupe SOS, important acteur de l’Économie sociale et solidaire (15 000 salariés) actif dans le domaine médico-social, la santé, le handicap et la jeunesse. Il est président de l'Adeppa.

## Engagement
De 2010 à 2015, Bernard Guirkinger est membre du Conseil économique, social et environnemental . Il est vice-président de la section des affaires européennes et internationale et il a été président de la Commission temporaire sur le Grenelle de l'environnement en 2012. Il a été rapporteur avec Guy Vasseur d'un avis "Au cœur du G20 : une nouvelle dynamique pour le progrès économique, social et environnemental". Avec Céline Mesquida (administratrice de FNE), il a présenté un avis sur « Réussir la Conférence Climat Paris 21 » .

## Distinctions
Il est Chevalier de la Légion d’honneur et Chevalier de l’Ordre national du Mérite.

## Vie privée
Bernard Guirkinger est marié, a deux enfants et cinq petits enfants.